# 安东·古边科
安东·阿列克谢耶维奇·古边科（俄語：Анто́н Алексе́евич Губе́нко, 1908年2月12日—1939年3月31日），苏联军官，中日战争期间机飞行员；苏联英雄（1939年2月22日) ，上校。

## 生平
出生于一个农民家庭。从20年代初开始，他住在马里乌波尔，在那里完成了不完全中学和工厂学徒学校的7个班级的学业。他在马里乌波尔火车站和亚速航运公司的船只上工作。后来，他在高加索黑海沿岸做了六个月的海豚猎人。
1927年5月起参加红军。 1928年，他毕业于列宁格勒军事理论飞行员学校， 1929年毕业于第一克钦军事航空飞行员学校。他在远东地区担任过初级飞行员、高级飞行员、战斗机飞行指挥官。
1934年4月起，古本科中尉任莫斯科军区第116战斗机航空中队某支队司令。很快，他成为该旅的飞行技术教官，并于1935 年夏天被任命为首席飞行员，对伊-16战斗机进行军事测试。 1936年5月25日苏联中央执行委员会令:由于提前完成测试，他被授予列宁勋章。他总共掌握了12种飞机。
1938年3月13日起，他作为南昌战斗机大队的一员在阿列克谢·布拉戈维申斯基中校的指挥下服役，一直战斗到1938年8月。1938年6月26日，他击退了日军对汉口的空袭，进入与护航战斗机战斗并被击落。他通过降落伞降落在机场附近。他在中国作战直到1938年8月。出动50架次，8次空战击落日机7架。
1938年8月8日被任命为白俄罗斯特别军区空军副司令。与家人住在斯摩棱斯克。
1939年3月31日，古边科上校在斯摩棱斯克北機場的一次飞机失事中丧生。